# Mack 10 (álbum)
| Críticas profissionais | Críticas profissionais |
| Avaliações da crítica  | Avaliações da crítica  |
| Fonte                  | Avaliação              |
| ---------------------- | ---------------------- |
| Allmusic               | link                   |
| Entertainment Weekly   | (B+) link              |
| The Source             | link                   |
| Rap Pages              | link                   |

Mack 10 é o álbum de estreia do rapper americano Mack 10, lançado em 1995 pela Priority Records.

## Lista de faixas
1. "Mickey D's Lick" (Intro)
2. "Foe Life"
3. "Wanted Dead"
4. "On Them Thangs"
5. "Pigeon Coup"
6. "Chicken Hawk"
7. "Here Comes the G"
8. "Westside Slaughterhouse" (com Ice Cube e WC)
9. "Niggas Dog Scrapping"
10. "Armed and Dangerous"
11. "H.O.E.K." (com K-Dee)
12. "10 Million Ways"
13. "Mozi-Wozi"
14. "Mack 10's the Name"